# Pieter Bout

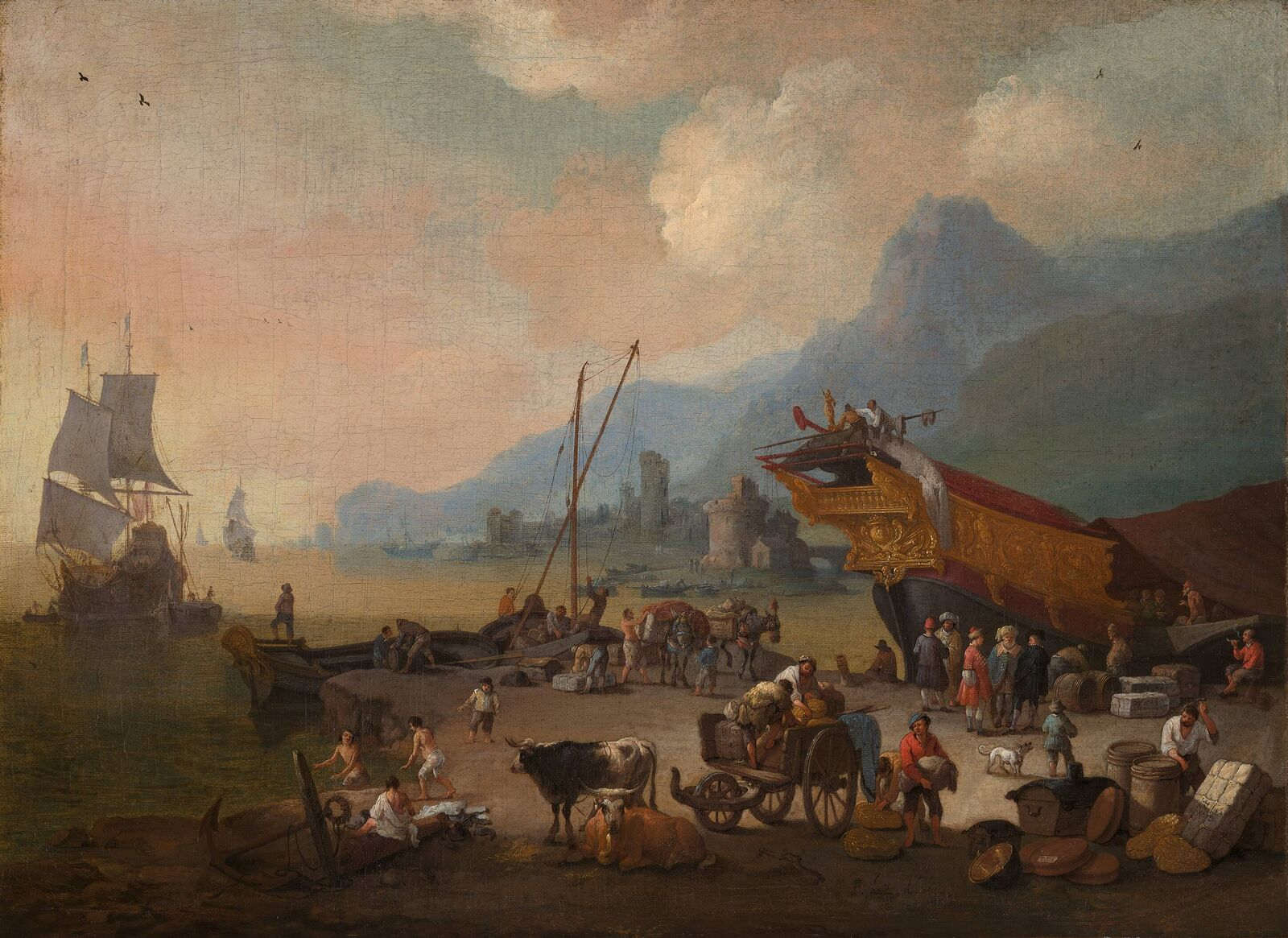
Veduta di un porto italiano (1669)

Pieter Jans Bout (Bruxelles, tra il 1640 e il 1645  o il 1658 – Bruxelles, 1719  o 1689) è stato un pittore, disegnatore e incisore fiammingo.

## Biografia

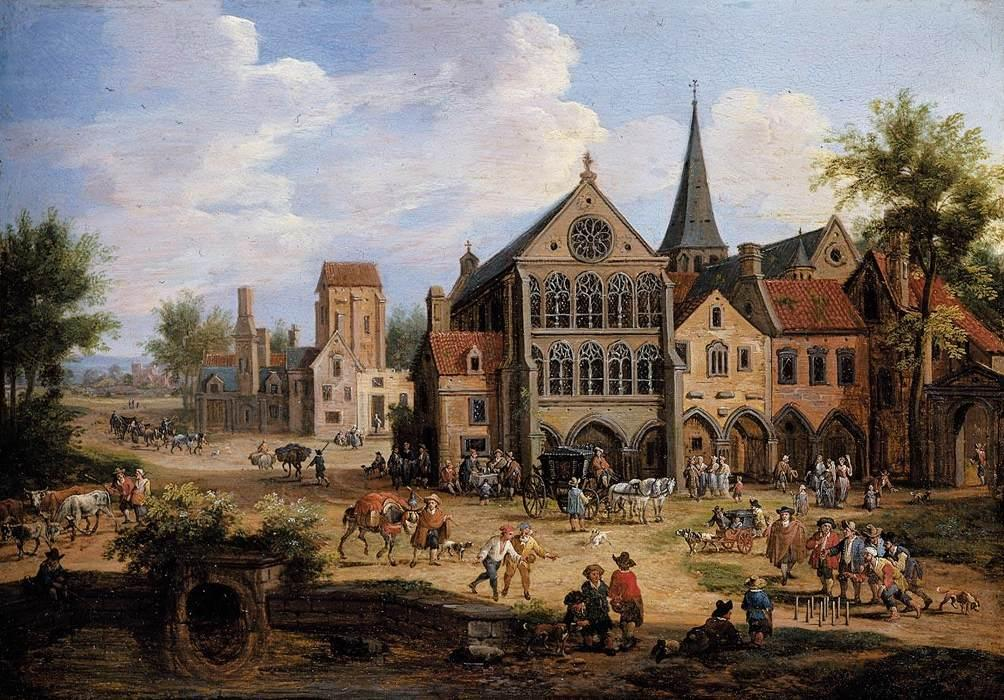
Scene di vita in città

È incerta la data di nascita di quest'artista: in base ai pochi fatti noti sembra sia avvenuta tra il 1620 e il 1647, ma più probabilmente tra il 1640 e il 1645, anche se pare sia stato battezzato il 5 dicembre 1658.
L'inizio del periodo di attività di Bout si considera il 1664, anno della sua prima opera datata e si ritiene che abbia continuato a lavorare fino al 1719, anno a cui risale l'ultima sua opera datata.
Il 30 novembre 1667 si sposò nella Chiesa di Santa Gudula.
Nel 1671 divenne membro della Corporazione di San Luca di Bruxelles. A partire dal 1675 circa trascorse tre anni a Parigi, dove spesso collaborò con Adriaen Frans Boudewijns, inserendo le figure nei suoi paesaggi. Probabilmente, oltre alla Francia, visitò anche l'Italia. 
Ritornato nella sua città natale, proseguì la sua attività e si risposò il 9 agosto 1695.
Altri artisti con cui collaborò, sempre inserendo le figure nei loro paesaggi, furono Lucas Achtschellink, Dupont detto Pointié, Ignatius van der Stock e Jacques d'Arthois.
Dipinse soprattutto scene di genere, paesaggi, in particolare marine, vedute di città, paesaggi invernali, porti e spiagge, soggetti storici e architetture.
Oltre ai dipinti, eseguì anche incisioni da suoi soggetti, tra cui un gruppo di quattro paesaggi composto da due scene invernali con pattinatori, una con un calesse della posta fermo davanti ad una locanda e una marina.

## Opere

### Dipinti
- Veduta di una città, olio su tavola, 29 x 41 cm, Collezione privata[4]
- Veduta di un porto italiano, olio su tela, 61,5 x 45,5 cm, 1669, Museo Boijmans Van Beuningen, Rotterdam[5]
- Stazione di sosta, olio su tavola, 26 x 34,4 cm, Rijksmuseum, Amsterdam[6]
- Marina, olio su tela, Museo di Belle Arti, Gand[7]
- L'adorazione dei pastori, olio su tavola, 35,5 x 27 cm, Amstelkring Museum, Amsterdam[8]

### Incisioni
- Set di 4 paesaggi, incisione da opera propria[3]
  - Paesaggio invernale con pattinatori - 1
  - Paesaggio invernale con pattinatori - 2
  - Calesse della posta fermo davanti ad una locanda
  - Marina